# Louis Renault (gyáriparos)
Louis Renault (Párizs, 1877. február 12. – 1944. október 24.) francia nagyiparos,  az autóipar úttörőinek egyike.

## Életpályája
Egy párizsi polgárcsalád gyermekeként született, az öt testvér között ő volt a legfiatalabb. Már kiskorában elbűvölte a mechanika és a műszaki dolgok, és órákat tudott volna eltölteni a Serpollet gőzautó műhelyben, vagy a fészerben öreg Panhard motorokat barkácsolva a család második otthonában, Billancourtban. Az első autóját 1898-ban építette.
1898. december 24-én nyert egy fogadást a barátai ellen, hogy a találmánya fel bír menni a Lepic utca lejtőjén Montmartre-ban. A fogadás megnyerése mellett kapott 12 biztos megrendelést a járművére. Felfedezvén a találékonyságában rejlő üzleti lehetőségeket, összeállt két bátyjával, Marcellel (1872-1903) és Fernand-nal (1865-1909), akiknek volt üzleti tapasztalatuk az apjuk textilipari cége révén, és megalapították a Renault Frères vállalatot 1899-ben. Kezdetben az üzleti dolgokat és az ügyintézést teljes egészében a bátyjai kezelték, míg Louis kizárólag a tervezésnek és gyártásnak szentelte magát. Louis 1908-ban átvette az irányítást a  teljes vállalat felett, miután Fernand egészségügyi problémái miatt visszavonult, Marcel pedig  meghalt a Párizs-Madrid autóversenyen 1903-ban.

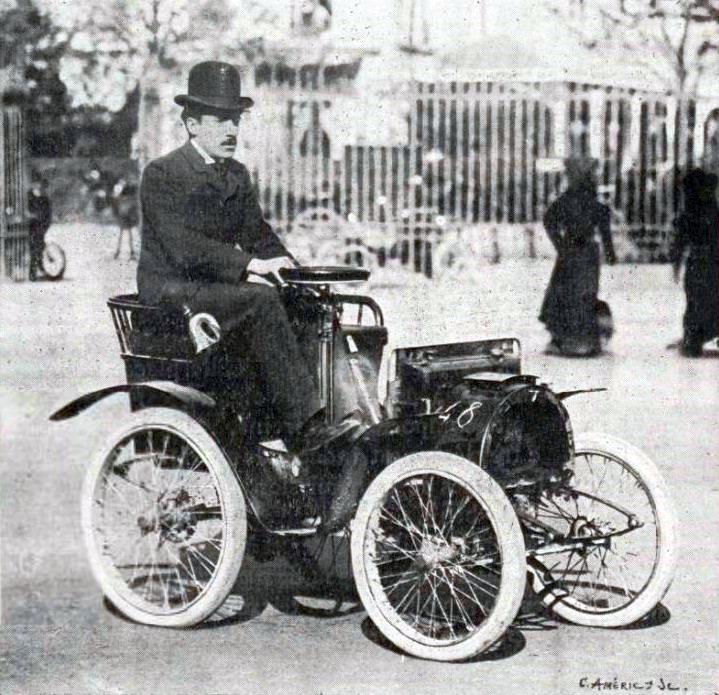
Az első autójával, 1903

A következő negyven évben a saját irányítása alatt tartotta a vállalatot, foglalkozott a vállalat gyors növekedésével, és a munkások különböző zavargásaival. Ezalatt számtalan új találmánya volt, amelyek többsége még manapság is használatban van, mint például a hidraulikus lengéscsillapító, a modern dobfék, a sűrített üzemanyaggyújtás, a turbófeltöltő, és a taxióra. Az első világháború után becsületrenddel tüntették ki a katonai konstrukcióinak sikerei folytán, amelyek közül a leghíresebb a forradalmi Renault FT–17 tank. A második világháborúban, Franciaország német lerohanása után a Renault (mint az összes többi francia vállalat), a németek teljes körű fennhatósága alá került, és Louis úgy döntött, hogy marad a cég élén. Ennek következményeként, mikor 1944-ben Franciaországot felszabadították, őt meg letartóztatták a Harmadik Birodalommal való ipari együttműködés miatt, és tisztázatlan körülmények között halt meg a bírósági tárgyalásra várva a Fresnes börtönben.

## Fordítás
- Ez a szócikk részben vagy egészben a Louis Renault (industrialist) című angol Wikipédia-szócikk fordításán alapul.  Az eredeti cikk szerkesztőit annak laptörténete sorolja fel. Ez a jelzés csupán a megfogalmazás eredetét és a szerzői jogokat jelzi, nem szolgál a cikkben szereplő információk forrásmegjelöléseként.